# 浦林紳二
浦林 紳二（うらばやし しんじ）は、日本の外交官。ハガッニャ総領事を経て、駐スーダン特命全権大使。

## 経歴・人物
奈良県出身。1978年大阪市立大学経済学部中退、外務省入省。在シアトル日本国総領事館首席領事、外務省大臣官房人物交流室長、在コタキナバル領事事務所所長、在マレーシア日本国大使館参事官を経て、2016年ハガッニャ総領事。2018年駐スーダン特命全権大使。